# إدوارد إردمان
إدوارد إردمان (بالألمانية: Eduard Erdmann) هو ملحن وعازف بيانو ألماني، ولد في 5 مارس 1896 في سسيس في لاتفيا، وتوفي في 21 يونيو 1958 في هامبورغ في ألمانيا.

## وصلات خارجية
- إدوارد إردمان على موقع مونزينجر (الألمانية)
- إدوارد إردمان على موقع ميوزك برينز (الإنجليزية)
- إدوارد إردمان على موقع ديسكوغز (الإنجليزية)